# Krokočín
Krokočín är en ort i Tjeckien.   Den ligger i regionen Vysočina, i den sydöstra delen av landet, 160 km sydost om huvudstaden Prag. Krokočín ligger 473 meter över havet och antalet invånare är 214.
Terrängen runt Krokočín är platt, och sluttar söderut. Runt Krokočín är det ganska tätbefolkat, med 56 invånare per kvadratkilometer. Närmaste större samhälle är Velká Bíteš, 4,9 km norr om Krokočín. Trakten runt Krokočín består till största delen av jordbruksmark.